# Monumentul funerar de la Askia
Monumentul funerar de la Askia din Gao, Mali, se crede că ar fi locul de înmormântare al lui Askia Mohammad I, unul dintre cei mai prolifici împărați ai Imperiului Songhai. A fost construit la sfârșitul secolului al XV-lea și este desemnat drept patrimoniu mondial UNESCO.
UNESCO descrie mormântul ca un exemplu fin al tradițiilor monumentale de construire a clădirilor din noroi din Sahelul din Africa de Vest. Complexul include mormântul piramidal, două moschei, un cimitir și un teren de adunare. Având 17 metri înălțime, este cel mai mare monument arhitectonic pre-colonial din regiune. Este primul exemplu de stil arhitectural islamic care s-a răspândit ulterior în toată regiunea.
Modificări relativ recente ale sitului au inclus extinderea clădirilor moscheii din anii 1960 și mijlocul anilor ’70, precum și construcția din 1999 a unui zid în jurul amplasamentului. De asemenea, a fost tencuit în mod regulat de-a lungul istoriei sale, un proces esențial pentru întreținerea și repararea structurilor de noroi. Electricitatea a fost adăugată la începutul anilor 2000, permițând apariția ventilatoarelor în tavan, lumini și un difuzor montat în deasupra.
Askia este folosită în mod obișnuit ca moschee și centru cultural deținut orașul Gao. Site-ul și o zonă tampon din jurul său sunt protejate atât de legislația națională, cât și de cea locală.

## Istorie
Askia Mohammed a fost primul împărat Askia și a extins foarte mult Imperiul Songhai. Ca musulman cuviincios, s-a simțit obligat să facă pelerinajul la Mecca, de unde s-a întors de la 1495. A adus cu el materialele pentru a-și face mormântul; tot noroiul și lemnul proveneau din Mecca. Se spune că caravana a fost formată din „mii de cămile”. A fost structurat ca o casă, cu mai multe camere și pasaje și a fost sigilat când Askia Mohammed a murit.
Askia Mohammed este singurul înmormântat în interiorul mormântului propriu-zis, dar alți câțiva Askias sunt înmormântați în curte.

## Galerie

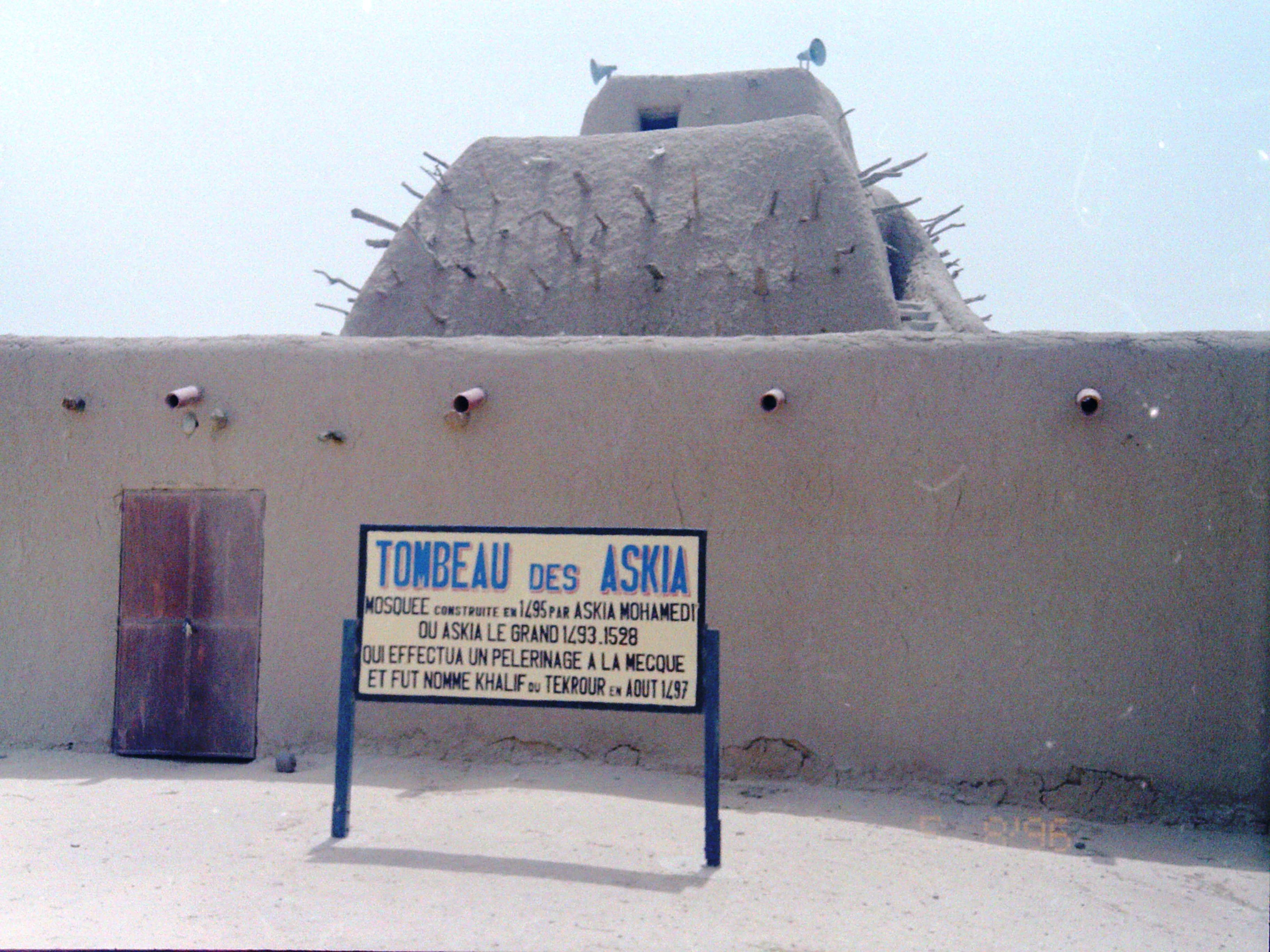
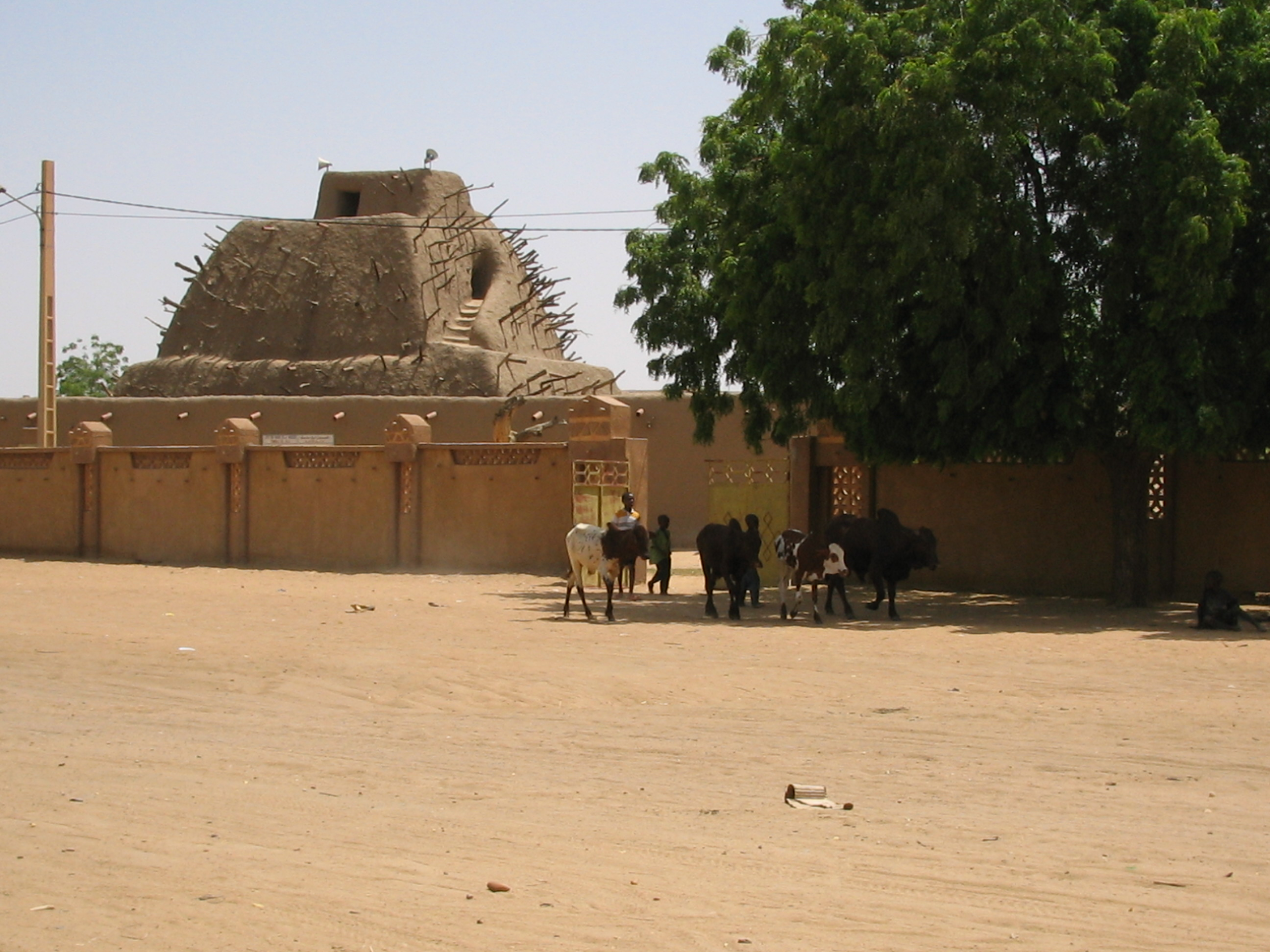